# Extraliga (Belarus)
Die Belarussische Extraliga (russisch Белорусская экстралига) ist die höchste Eishockey-Spielklasse in Belarus, deren aktueller Meister HK Njoman Hrodna ist. Rekordmeister ist der HK Junost Minsk mit acht Meisterschaften gefolgt vom HK Njoman Hrodna mit sieben Meisterschaften. Die ewige Tabelle der Extraliga führte nach der Saison 2008/09 der HK Keramin Minsk vor dem Stadtrivalen HK Junost Minsk an.
2004 wurde die Liga für ausländische Teams geöffnet, 2007 jedoch wieder geschlossen. Im Zuge der Gründung der Kontinentalen Hockey-Liga öffnete der Belarussische Eishockeyverband die Extraliga, die zweite Spielklasse Wysschaja Liga sowie die Juniorenligen ab der Spielzeit 2008/09 wieder für ausländische Teams. Die ausländischen Teilnehmer kamen meist aus Lettland oder der Ukraine, so z. B. der HK Sokol Kiew. Seit der Saison 2013/14 nehmen nur noch belarussische Mannschaften teil.
In die Saisonen 2016/17, 2017/18, 2018/19 und 2019/20 nahm außerdem die belarussische U20-Nationalmannschaft am Wettbewerb teil. Sie spielte in der Tschyschouka-Arena in Minsk.

## Teilnehmer 2022/23
- HK Dinamo Maladsetschna
- HK Brest
- HK Homel
- HK Lida
- Metallurg Schlobin
- HK Mahiljou
- HK Njoman Hrodna
- Chimik-SKA Nawapolazk
- HK Schachzjor Salihorsk
- HK Wizebsk
- HK Junost Minsk
- Lokomotive Orscha

## Titelträger
- 2021 Metallurg Schlobin
- 2020 HK Junost Minsk
- 2020 HK Junost Minsk
- 2019 HK Junost Minsk
- 2018 HK Njoman Hrodna
- 2017 HK Njoman Hrodna
- 2016 HK Junost Minsk
- 2015 HK Schachzjor Salihorsk
- 2014 HK Njoman Hrodna
- 2013 HK Njoman Hrodna
- 2012 Metallurg Schlobin
- 2011 HK Junost Minsk
- 2010 HK Junost Minsk
- 2009 HK Junost Minsk
- 2008 HK Keramin Minsk
- 2007 HK Dinamo Minsk
- 2006 HK Junost Minsk
- 2005 HK Junost Minsk
- 2004  HK Junost Minsk
- 2003 HK Homel
- 2002  HK Keramin Minsk
- 2001 HK Njoman Hrodna
- 2000 Tiwali Minsk
- 1999  HK Njoman Hrodna
- 1998  HK Njoman Hrodna
- 1997 Polimir Nawapolazk
- 1996 Polimir Nawapolazk
- 1995 Tiwali Minsk
- 1994 Tiwali Minsk
- 1993 Tiwali Minsk